# Заид, Эймон
Эймон Заид (англ. Éamon Zayed, араб. أیمن زايد‎; род. 4 октября 1983, Дублин) — ливийский и ирландский футболист. Представлял сборную Ливии по футболу.

## Ранние годы
Отец Заида — ливиец, а мать — ирландка. Его младший брат, Адам, играл за ЮКД в чемпионате Ирландии до 19 лет в сезоне 2012/13.
Заид начал свою карьеру в команде «Бродфорд Роверс», а затем перешёл в «Сент-Джозефз Бойз» в Саллиноггине, пригороде Дублина. Из этих клубов Заид вызывался в сборные Ленстера U-16 и U-17. Через два года он оказался в «Лестер Сити», играл за юношеские и резервную команды. Затем в 2002 году после вылета «Лестера» из английской Премьер-лиги он вернулся в Ирландию.

## Карьера игрока

### Клубная карьера

#### «Брей Уондерерс»
Заид перешёл в «Брей Уондерерс» и после удачного выступления за молодёжный состав дебютировал за основную команду в чемпионате Ирландии 18 октября 2002 года. В 2003 году он оформил самый быстрый хет-трик в истории клуба в матче против «Дандолка», ему понадобилось девять минут (с 7-й по 15-ю минуту игры).
В феврале 2004 года Заид подписал арендное соглашение с «Кру Александра», но в мае вернулся в «Брей», так ни разу и не сыграв за первую команду. В 2003 году Заид стал лучшим молодым игроком года в Ирландии. В мае 2004 года он представлял молодёжную сборную Ирландской лиги в турнире четырёх стран в Шотландии и в том же месяце сыграл свой второй матч за молодёжную сборную Ирландии против Шотландии. В октябре 2004 года Заид стал первым игроком «Брея», забившим четыре мяча в одном матче, его команда со счётом 5:3 победила «Атлон Таун». Он снова покинул «Брей» на условиях аренды в августе 2005 года, на этот раз перешёл в «Олесунн» из Норвегии. Он сыграл всего один матч за клуб, выйдя на замену в матче с «Молде», его команда проиграла со счётом 4:1.

#### «Дроэда Юнайтед»
В июле 2006 года Заид подписал двухлетний контракт с «Дроэда Юнайтед», и 7 июля забил в своём дебютном матче. В августе 2006 года он забил в Лиге Европы, его команда сыграла вничью 1:1 со «Стартом». В следующем сезоне он забил «Либертасу». Его третий гол за «Дроэду» в еврокубках был забит в игре против «Хельсингборга». Он был ключевым игроком состава, который выиграл первый для клуба титул чемпиона Ирландии в 2007 году, Заид стал лучшим бомбардиром.

#### «Спортинг Фингал»
В разгар большой финансовой неопределённости в «Дроэде» в конце сезона 2008 года Заид стал свободным агентом. Он был на просмотре в «Инчхон Юнайтед» из Kей-лиги, но в итоге решил остаться в Ирландии и в январе 2009 года перешёл в «Спортинг Фингал». В октябре 2009 года он оформил дубль в ворота своего бывшего клуба «Брей» в полуфинальном матче кубка Ирландии, его команда выиграла со счётом 4:2. В июле 2010 года он также дважды забивал «Маритиму» в ходе дебюта «Спортинг Фингал» в еврокубках. Он покинул клуб в конце сезона 2010 года. Он должен был подписать контракт с «Аль-Ахли Триполи» из чемпионата Ливии, но трансфер был заблокирован после введения нового правила. Оно запрещало играть в лиге ливийцам, рождённым вне Ливии, в возрасте до 30 лет.

#### «Дерри Сити»
В январе 2011 года он на правах свободного агента присоединился к «Дерри Сити», подписав годичный контракт. В своём первом сезоне в «Дерри» Заид стал лучшим бомбардиром лиги с 23 голами (помог клубу квалифицироваться в еврокубки), а также выиграл с клубом Кубок Лиги, победив в финале «Корк Сити». Заид попал в символическую сборную сезона и выиграл награду «Футболист года в Ирландии».
Под конец 2012 года в Заид был лучшим бомбардиром в чемпионате Ирландии среди легионеров и вошёл в тридцатку в общем списке (118 голов).

#### Иран
23 декабря 2011 года Заид подписал шестимесячный контракт с иранским «Персеполисом». Он получил номер 12 на футболке.
2 февраля 2012 года он вышел на замену в тегеранском дерби против «Эстегляля», его команда играла вдесятером и проигрывала 2:0. Он забил на 82-й минуте, исполнив крученный удар правой. Через две минуты он ударом головой сравнял счёт. На 92-й минуте матча Заид в контратаке обошёл двух защитников и вывел «Персеполис» вперёд. Он стал первым легионером, который оформил хет-трик в тегеранском дерби. Сайт Goal.com признал его лучшим игроком недели в мире.
21 марта 2012 года Заид оформил хет-трик в матче против «Аль-Шабаб Дубай» в Лиге чемпионов АФК. Это был первый хет-трик «Персеполиса» в Лиге чемпионов АФК. «Персеполис» выиграл со счётом 6:1. 6 мая 2012 года Заид оформил ещё один хет-трик в матче против «Рах Ахана». Фанаты «Персеполиса» начали называть Заида «мистер хет-трик». Благодаря высокой результативности и популярности среди болельщиков «Персеполис» продлил с ним контракт на сезон 2012/13. Однако он решил покинуть свою команду до конца сезона, а 24 ноября 2012 года «Персеполис» и Заид официально согласились разорвать контракт.
11 января 2013 года Заид присоединился к другому иранскому клубу «Алюминиум Хормозган», подписав контракт с командой до конца сезона. Провёл в клубе десять матчей, забил три гола.

#### Возвращение в Ирландию и Малайзия
3 июля 2013 года Заид вернулся в чемпионат Ирландии, подписав 18-месячный контракт с «Шемрок Роверс». Он дебютировал в товарищеском матче с «Бирмингем Сити». 16 июля он забил свой первый гол в лиге за «Роверс». 31 июля 2014 года он присоединился к «Слайго Роверс» на правах аренды до конца сезона.
В декабре 2014 года Заид присоединился к малайзийскому «Сабаху». 6 февраля 2015 года он забил свой первый гол в матче против «Куала-Лумпура», приведя команду к победе.

#### США
23 декабря 2015 года Заид подписал контракт с клубом NASL «Инди Илевен». 16 апреля 2016 года Заид забил два гола в концовке матча против «Нью-Йорк Космос», принеся своей команде победу со счётом 2:1, также он стал лучшим игроком недели. 11 июня Заид оформил хет-трик в финальной игре весеннего сезона, сделав вклад в победу со счётом 4:1 над «Норт Каролиной». Этот результат уравнял «Илевен» и «Космос» в турнирной таблице, и позволил «Инди» выйти вперёд по результатам очных встреч.
23 марта 2018 года Заид подписал контракт с клубом USL «Шарлотт Индепенденс» на сезон 2018 года.
24 октября 2018 года было объявлено, что Заид присоединится к новосозданной команде «Чаттануга Ред Вулвз» из USL League One на сезон 2019 года.

### Международная карьера

#### Ирландия
Заид имел право играть за сборную Ирландии, Туниса (по отцу) и Ливии (по бабушке и дедушке), однако он решил начать свою международную карьеру в Ирландии. Заид дебютировал за молодёжную сборную Ирландии до 20 лет в январе 2003 года в матче против Южной Кореи на турнире перед чемпионатом мира. Через два дня он забил два гола в матче против ОАЭ, принеся Ирландии победу со счётом 3:2. Он дебютировал за команду U-21 в августе 2003 года в матче против Польши, Ирландия победила со счётом 5:1. Заид сыграл во всех четырёх матчах Ирландии на молодёжном чемпионате мира 2003 года в ОАЭ, два матча начал в основном составе и в двух выходил на замену. После турнира с ним связались как тунисские, так и ливийские футбольные чиновники с целью переманить в свои команды, однако Заид отказался, поскольку хотел воплотить свою мечту — представлять основную сборную Ирландии.

#### Ливия
Заид больше не выступал за молодёжную сборную Ирландии и шансов получить вызов в основную сборную было немного, в итоге в октябре 2010 года Заид объявил, что будет играть за Ливию. В том же месяце он получил свой первый вызов в сборную Ливии от бразильского тренера Маркоса Пакеты на отборочный матч Кубка африканских наций против Замбии. Он дебютировал несколько недель спустя в товарищеской встрече с Нигером. Оставив позитивное впечатление от своего дебюта, в ноябре 2011 года Заид попал в состав сборной Ливии из 23 человек на Кубок африканских наций 2012 года. Он сыграл за сборную три матча на Панарабских играх 2011 года в Дохе, Катар: против Судана, Палестины и Иордании. Он забил свой первый гол за Ливию 4 сентября 2013 года в товарищеском матче против Экваториальной Гвинеи, команды сыграли вничью 1:1.

## Карьера тренера
11 августа 2021 года Заид был назначен первым в истории главным тренером новообразованного клуба «Нортерн Колорадо Хэйлсторм», который будет играть в USL League One, начиная с сезона 2022 года. У него есть тренерская лицензия УЕФА класса «А».